# Lamomali
Lamomali est un collectif d'artistes d'origine franco-malienne, formé à l'initiative principale de Matthieu Chedid alias -M-. Le groupe mélange principalement musique africaine, world music, rock et pop. Leur premier album sort en 2017, suivi d'un second en 2025.

## Histoire
Le groupe est formé à la suite d'un voyage et d'une rencontre en 2006 de Matthieu Chedid au Mali avec un griot et maître de la kora, Toumani Diabaté, ainsi que son fils Sidiki Diabaté. La diva malienne Fatoumata Diawara est également au cœur du collectif.
Matthieu Chedid était déjà fasciné par l'Afrique depuis sa composition Mama Sam en 1999 qui est un hommage à son premier amour, Dominique Elalouf, partie vivre au Kenya. Son lien particulier avec le Mali tient son origine dans sa rencontre par l'intermédiaire de Marc Antoine Moreau avec le duo Amadou et Mariam qui l'a notamment fait participer au festival Les Paris Bamako en 2006 pour l'INJAM, l'Institut National des Jeunes Aveugles du Mali (duo avec qui il composera entre autres C'est le bonheur et Masiteladi et qui le présentera à d'autres artistes maliens dont Toumani). D'autres de ses compositions comme Amssétou (écrite deux jours après être arrivé au Mali pour la première fois) sorti en 2009 témoignent également de ce lien.
Le nom du groupe est la contraction phonique de « l'âme au Mali » et est un hommage de Chedid pour ce pays, Concernant la formation du groupe, Chedid explique que « Lamomali c'est l'idée de créer une utopie, mais une utopie réelle, un lieu, un nouveau monde. C’est comme un pays imaginaire qui deviendrait réel. C'est aussi une célébration de l’« anomalie » qui fait partie de nos vies ».
Ils sortent leur premier album studio, éponyme et politique, le vendredi 7 avril 2017 avec le label Wagram Music,,. Après cette sortie, le groupe part en tournée avec l'Afro Pop Orchestra à partir de juin, en commençant le 1er juin au Festival de Fourvière de Lyon, puis du 9 au 11 juin à la Salle Pleyel à Paris, le 18 juin à Lille, le 22 juin à Nantes, le 23 juin à Bordeaux, le 24 juin à Toulouse, le 29 juin à Rouen, et le 30 juin à Bruxelles, en Belgique. Cette tournée donnera un album live : Lamomali Airlines. En 2018, l'album studio est lauréat des Victoires de la musique, catégorie album de musiques du monde.
Après le décès de Toumani Diabaté en 2024 durant l'enregistrement du deuxième album studio Totem (qui est un nom hommage spirituel à la kora, à Toumani et aux disparus), le groupe lui dédie cet album et annonce une tournée hommage en 2025. La chanson Bel Ami lui est particulièrement dédiée. La chanson Ad Vitam est dédiée à Philippe Zdar (Cassius), mixeur du premier album décédé en 2019. Amadou Bagayoko, du duo Amadou et Mariam ayant également participé à cet album, décède quelques jours avant la sortie de l'album. M souhaite célébrer ces artistes disparus d'une manière spirituelle, positive et solaire avec Lamomali qui célèbre la vie.

## Membres

### Membres actuels
- -M- — chant, guitare, basse, percussions, piano, wurlitzer, xylophone, chœurs (depuis 2017)
- Fatoumata Diawara — chant, balafon, maracas, beatbox (depuis 2017)
- Sidiki Diabaté — kora, chant (depuis 2017)
- Balla Diabaté — kora, chant (depuis 2025)
- Madou Diabaté — kora (depuis 2025)
- Lubiana — kora, chant (depuis 2025)
- Mountaga Diabaté — chant (depuis 2017)
- Mike Clinton — basse (depuis 2017)
- Boubacar Dembélé — percussions (depuis 2017)
- Maxime Garoute — batterie (depuis 2025)
- Corentin Pujol — claviers (depuis 2025)

### Anciens membres
- Toumani Diabaté — kora (2017–2024)
- Brad Thomas Ackley — guitares, claviers, chant (tournée 2017)
- Lawrence Clais — batterie (tournée 2017)
- Pierre Juarez — DJ (tournée et album 2017)
- Gladys Gambie — chant (tournée 2017)

### Participations
- Oxmo Puccino, Jain, Amadou et Mariam, Philippe Jaroussky, Louis Chedid, Mamani Keïta, Ibrahim Maalouf, Seu Jorge, Youssou N'Dour, Nekfeu, Santigold, Hiba Tawaji, Philippe Zdar (Cassius), Yamê, Boombass, Tiken Jah Fakoly, Angélique Kidjo, Patrick Watson, Moriba Diabaté, Kerfala Kanté, Sanjay Khan, Chacha, Alexandre Grynszpan (Polo & Pan), Rémy Galichet, David Assaraf, Fixi, Andrée Chedid.

## Discographie

### Albums studio
- 2017 : Lamomali
- 2025 : Totem

### Album live
- 2017 : Lamomali Airlines

### Singles
- 2017 : Bal de Bamako
- 2017 : Manitoumani
- 2017 : Solidarité
- 2018 : Cet Air
- 2025 : Je suis Mali
- 2025 : Totem